# Couzinet 70
El Couzinet 70 fue un monoplano comercial trimotor francés de los años 30 del siglo XX, construidos por la Société des Avions René Couzinet, fundada por René Couzinet.

## Diseño y desarrollo
El Couzinet 70 Arc-en-Ciel III (arco iris) fue desarrollado desde los Couzinet 10 Arc-en-Ciel, que había volado por primera vez el 7 de mayo de 1928, el Couzinet 11 y el Couzinet 40 de los años 20. El Couzinet 70 de envergadura ligeramente mayor fue desarrollado originalmente como avión de correos para ser usado en el servicio del Atlántico Sur de Aéropostale. Era un monoplano de ala baja con tren de aterrizaje fijo de rueda de cola. El avión estaba propulsado por tres motores en línea Hispano-Suiza 12Nb. Los dos motores montados en las alas eran accesibles en vuelo a través de túneles en el ala. Después de probar la ruta en 1933, el avión fue modificado y redesignado Couzinet 71, y entró en servicio con Aéropostale en mayo de 1934.

## Variantes

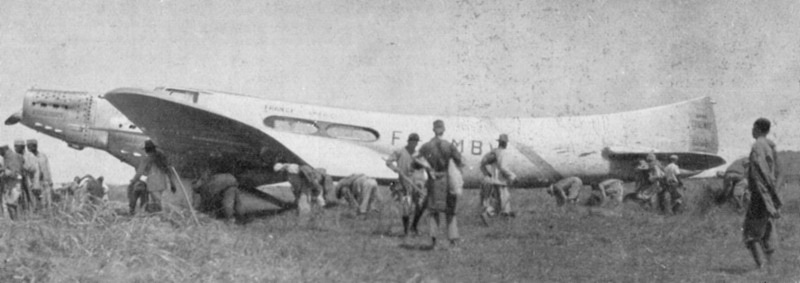
Couzinet 70 Arc-en-Ciel en Fernando de Noronha, Brasil, el 14 de junio de 1934.

70 Arc-en-Ciel III
Prototipo trimotor propulsado por Hispano-Suiza 12Nb, uno construido y convertido más tarde al modelo 71.
71
Prototipo 70 modificado para entrar de servicio como avión postal, con morro alargado y plano de cola arriostrado por soportes.

## Operadores
Francia
- Aéropostale

## Especificaciones

### Características generales
- Tripulación: Cuatro
- Longitud: 16,2 m (53 ft)
- Envergadura: 30 m (98,4 ft)
- Altura: 4 m (13,1 ft)
- Superficie alar: 90 m² (968,8 ft²)
- Peso vacío: 7310 kg (16 111,2 lb)
- Peso cargado: 16 790 kg (37 005,2 lb)
- Planta motriz: 3× motor lineal V-12 refrigerado por líquido Hispano-Suiza 12Nb.
  - Potencia: 485 kW (669 HP; 660 CV) cada uno.

### Rendimiento
- Velocidad máxima operativa (Vno): 280 km/h (174 MPH; 151 kt)
- Alcance: 6800 km (3672 nmi; 4225 mi)

## Aeronaves relacionadas

### Secuencias de designación
- Secuencia Numérica (interna de Couzinet): ← 33 - 40 - 60 - 70 - 71 - 80 - 100 - 101 →